# AN/TPS-59

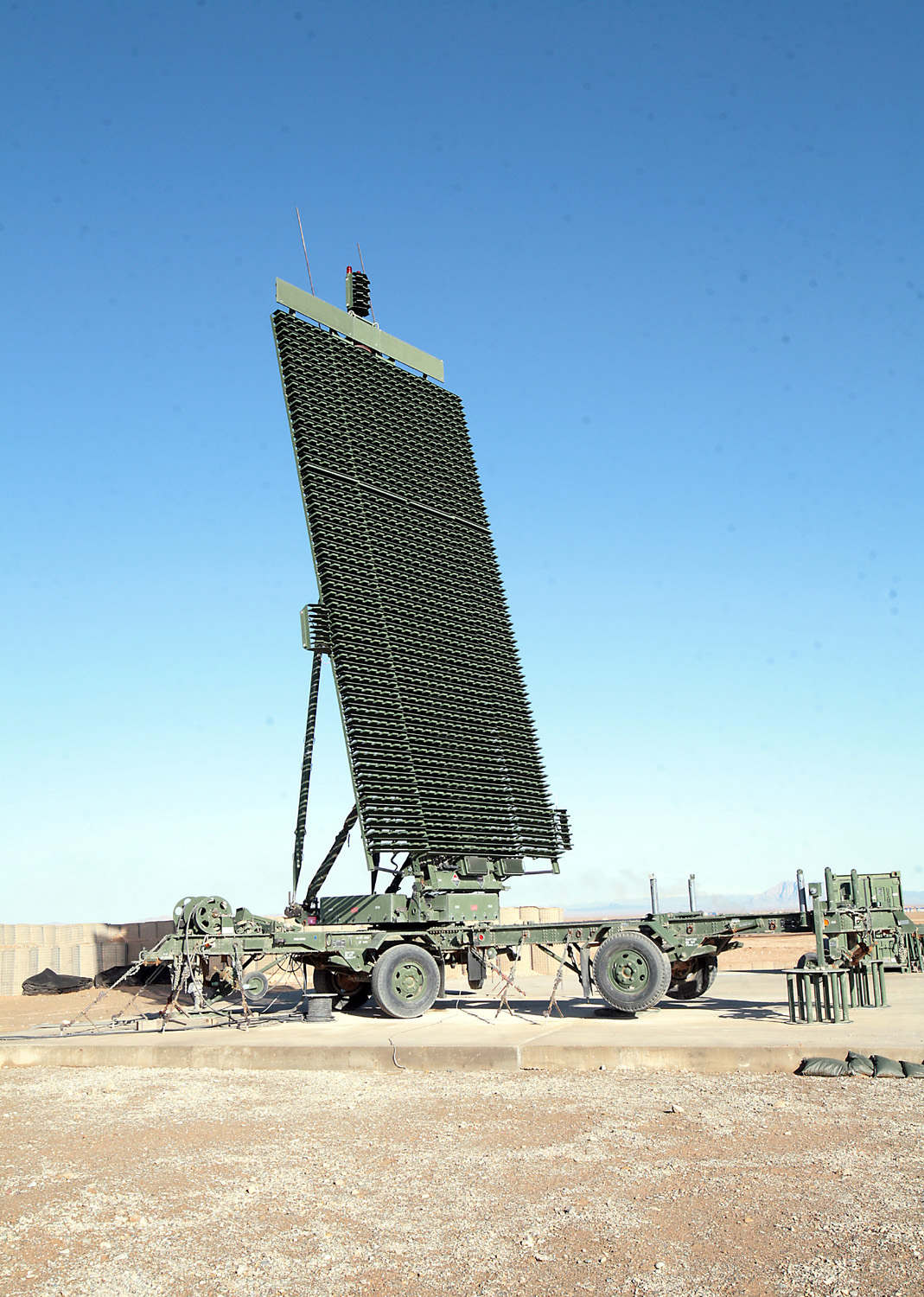
AN/TPS-59(V)3-Radar des U.S. Marine Corps in Afghanistan

Das AN/TPS-59 (JETDS-Bezeichnung) ist ein komplett in Halbleitertechnologie entwickeltes 3D-Radar, welches Luftraumaufklärungs- und taktische Raketenleitaufgaben erfüllen kann. Es gehört zu der im D-Band arbeitenden „117“-er Radargerätefamilie der Firma Lockheed Martin.
Das Radar ist mit einer Phased-Array-Antenne ausgestattet, die als Monopuls-Antenne konfiguriert ist. Speziell entwickelt für die Abwehr von ballistischen Raketen soll das TPS-59 in der Modernisierungsvariante (V)3 im Bestand von Fla-Raketenkomplexen eingesetzt werden. Das Radar ist mit der C-130 lufttransportfähig. Die enorme Reichweite von 740 km und die Rundumsicht von 360° überdecken bei der Abwehr von ballistischen Raketen eine Fläche von 603 Millionen Quadratkilometer.
Das AN/TPS-59(V)3 wird derzeit im United States Marine Corps und in Ägypten eingesetzt. Die verschiedenen Varianten der „117“-er Radargerätefamilie ist weltweit verbreitet und auch in Deutschland mit dem RRP 117 vertreten.
| Technische Daten AN/TPS-59(V)3 | Technische Daten AN/TPS-59(V)3 |
| ------------------------------ | ------------------------------ |
| Frequenzbereich                | 1215–1400 MHz                  |
| Pulswiederholzeit              |                                |
| Pulswiederholfrequenz          |                                |
| Sendezeit (PW)                 |                                |
| Empfangszeit                   |                                |
| Totzeit                        |                                |
| Pulsleistung                   | 46 kW                          |
| Durchschnittsleistung          |                                |
| angezeigte Entfernung          | 7 - 740 km                     |
| Entfernungsauflösung           | 43 m                           |
| Öffnungswinkel                 | ε: < 1,7°, (1,4° low angle)    |
| Trefferzahl                    | 1 bis 3                        |
| Antennenumlaufzeit             | 5 oder 10 s                    |